# Microcogénération
La micro-cogénération est un système de cogénération fournissant une faible puissance électrique (inférieure 36 kilowatts) et de la chaleur.
Le niveau de puissance thermique de tels systèmes est adapté au besoin de chauffage et d'eau chaude sanitaire d'un seul bâtiment. Il s'agit donc d'un système de production décentralisée d'énergie. Le bâtiment qui en est équipé peut se passer de tout autre moyen de chauffage ou de connexion à un réseau de chaleur. L'électricité produite peut être consommée localement (« auto-consommée »), être vendue partiellement (« vente en surplus ») ou totalement (« vente en totalité ») sur un réseau public d'électricité. Un avantage important, sinon décisif, de ce type de cogénération, dans le cas de la participation à un réseau électrique intelligent, est que la production d'électricité se fait en hiver, en coïncidence avec la pointe de la demande,.
La production locale d’électricité est un défi majeur, dans le cadre de la transition énergétique. La micro-cogénération permet de produire en hiver, sans dépendre de facteurs climatiques tout en chauffant l’habitat.

## Utilisation de la chaleur fatale
Dans la majorité des applications de conversion d'énergie, de la chaleur est produite, dite « chaleur fatale » ou « chaleur secondaire ». En particulier, dans un procédé de production d'électricité utilisant un combustible (fioul, gaz naturel, nucléaire, bois, charbon, etc.) selon un cycle moteur (turbine à vapeur, turbine à gaz, moteur à combustion interne, moteur à combustion externe, cycle combiné, etc.), la conversion est limitée par un rendement de cycle. De la chaleur à « basse température » est inexorablement produite. Cette chaleur peut être utilisée pour le chauffage de locaux ou la production d'eau chaude sanitaire, à condition de ne pas devoir être transportée sur de longues distances. En effet, la chaleur, contrairement à l'électricité, se stocke bien mais se transporte assez mal (pertes thermiques, énergie de pompage).
Une façon d'utiliser ou valoriser cette chaleur est de produire de l'électricité plus proche du lieu de consommation, voire à l'intérieur du lieu de consommation (dans un logement ou une entreprise). Cela implique d'utiliser des systèmes de production plus petits. On parle aussi de « production répartie d'énergie » ou « production décentralisée d'énergie »[réf. souhaitée].
La cogénération, en particulier la micro-cogénération, est donc un moyen simple et efficace d'augmenter la performance énergétique d'un pays, d'une région, d'un quartier ou tout simplement d'un logement. En effet, elle permet de produire de la chaleur et de l'électricité quasiment sans pertes. En comparaison, une centrale thermique (nucléaire, charbon, gaz, etc.) a un rendement de 20 % pour les très vieilles centrales, 30 % pour les centrales nucléaires françaises, voire 55 % pour un cycle combiné construit dans les années 1990-2000. En valorisant la chaleur fatale, la cogénération atteint un rendement de 80 % (cogénération moteur avec valorisation) à quasiment 100 % (pour les micro-cogénérations à moteur Stirling).

## Notions de rendements, d'efficacité et de ratio électricité / chaleur
Les définitions des rendements utilisés (rendement énergétique, rendement électrique et rendement thermiques) sont précisées dans l'article cogénération. Les notions de rendement électrique et de rendement thermique sont des rendements partiels, c'est-à-dire que pris séparément, ils ne donnent pas d'indication sur la performance de la micro-cogénération. Ces deux rendements s'additionnent (au même titre que les pressions partielles) pour donner le rendement énergétique ou rendement global, dont la valeur est généralement comprise entre 80 et 95 % pour une micro-cogénération. On parle aussi de composante électrique et de composante thermique du rendement.
Pour traduire la valeur de la production d'électricité d'une micro-cogénération, on utilise aussi la notion d'efficacité sur énergie primaire. En France, le coefficient de conversion de l'énergie primaire en électricité est pris par l’État par convention à 2,58,. Il traduit l'efficacité globale des moyens de production et d'acheminement d'électricité jusque chez l'utilisateur. Compte tenu du rendement moyen des centrales en France (33 %) et de l'efficacité du transport et de la distribution (92,5 %), ce coefficient atteint près de 3,3 (soit l'inverse de 0,33 x 0,925)[réf. souhaitée].
L'efficacité en énergie primaire d'une micro-cogénération se définit comme la somme du rendement électrique et du rendement thermique, pondérée du coefficient de conversion : Eff Ep = (Rendement thermique) + 2.58 * (Rendement électrique). Le lot chauffage de la Directive écoconception[Quoi ?] utilise une notion très proche.
Une notion souvent rencontrée est le ratio électricité / chaleur (E/C), qui traduit le rapport entre l'électricité et la chaleur utile produite.

## Type de systèmes de microcogénération
Les principaux systèmes de microcogénération commercialisés ou en développement, s'appuient sur les technologies de conversion thermo-mécanique suivantes.

### Moteur à combustion interne
Le Moteur à combustion interne est utilisé pour des puissances de 5 kW à plus de 1 000 kW. Il s'agit d'une technologie mature, bien maîtrisée et fonctionnant avec de nombreux combustibles gazeux ou liquides. Pour un besoin de chaleur donné, le moteur CI permet de produire une quantité d'électricité relativement importante puisque son ratio E/C est plutôt élevé (1/4 à 1/2). Le rendement global d'un moteur CI est de l'ordre de 75-80 % et peut atteindre 90 % s'il est muni d'un dispositif de condensation[réf. nécessaire].
Les principaux défauts du moteur CI sont le bruit et les émissions de NOx, CO et autres imbrûlés. Comme pour une automobile, ce défaut peut être partiellement pallié par des pots catalytiques et autres filtres à particules.

### Microturbine à gaz
Le principal intérêt de la microturbine à gaz réside dans sa robustesse et son faible besoin de maintenance. Bien que quelques turbines en micro-cogénération soient commercialisées ou en cours de développement (Capstone 30 kW ou MTT 3 kW), on trouve plutôt ces équipements pour des puissances supérieures, de l'ordre de 60 à 200 kW (Capstone, Turbec). En Europe, la microturbine est surtout utilisée pour la valorisation du gaz de décharge.

### Moteur à combustion externe
Le moteur à combustion externe (à cycle de Rankine, moteur Stirling, moteur Ericsson, ou moteur solaire) est très pertinent pour la micro-cogénération de l'ordre de 1 kW électrique. Grâce à un fonctionnent silencieux et non polluant, il peut être intégré dans une chaudière ; on parle alors de chaudière à micro-cogénération ou d'écogénérateur. Le rendement énergétique d'une micro-cogénération utilisant un moteur à combustion externe atteint presque 100 % (97 % pour une utilisation basse température du type plancher chauffant)[réf. nécessaire]. En revanche la composante électrique de son rendement est relativement faible, de l'ordre de 15 %, soit un ratio E/C de 1/6.

### Moteur à cycle de Rankine organique
Le Moteur à cycle organique de Rankine est analogue au moteur à vapeur, mais son fluide de travail n'est pas de l'eau. Micro-chaudières et générateurs électriques de ce type fonctionnent aux granulés de bois entraînant des turbines Rankine. Elles sont encore chères et confidentielles, car elles équipent plutôt les grosses installations, mais les micro-chaudières pour des maisons individuelles devraient se développer et les prix baisser. Un essai a eu lieu en 2013, arrêté pour l’instant, mais d'autres projets en cours[source secondaire nécessaire].

## Évolution

Moteur Stirling à piston libre entraînant un alternateur linéaire.

Les systèmes de cogénération sont développés depuis la crise énergétique des années 1970. Pendant trois décennies, les grands systèmes de cogénération étaient économiquement plus justifiables que les systèmes de microcogénération, en raison de l'économie d'échelle. Après l'an 2000, la microcogénération est devenue rentable dans de nombreux marchés à travers le monde, en raison de la hausse des coûts de l'énergie. Le développement de la microcogénération a également été facilité par les progrès technologiques récents sur de petits moteurs thermiques comme le moteur Stirling, le moteur à vapeur ou la turbine à gaz.
Aujourd'hui, on voit apparaître en Europe de plus en plus de chaudières à micro-cogénération à moteur Stirling, Au Royaume-Uni, en Allemagne et aux Pays-Bas, pays qui sont attentifs à ne pas gaspiller d'énergie.
De nombreuses déclinaisons ont été proposées : ainsi un générateur à piston libre et à alternateur linéaire, a été inventé par le thermodynamicien Hubert Juillet et breveté à l'INPI le 4 septembre 1967 sous le no P.V.190063. Ce générateur a été modifié par la suite en remplaçant des pièces mécaniques par des pièces élastiques et opérant sous un cycle Stirling (dessin de la NASA).
En 2015, ce générateur Stirling-Juillet est produit industriellement, par la société Microgen Engine Corporation limited et commercialisé pour la micro-cogénération par Wiessmann et De Dietrich. C'est actuellement le système de micro-cogénération le plus utilisé.
En France, quelques opérations de démonstration ont débuté il y a deux ans[Quand ?] et se poursuivent avec des écogénérateurs de marque De Dietrich et Chappée. En parallèle, la commercialisation de chaudières Whispergen (construites par Corporation Mondragon) a commencé en novembre 2011.

## Financement
Pour les particuliers, les chaudières micro-cogénération bénéficient, en France, en 2012 :
- d'un crédit d'impôt (de 17 % pour la chaudière seule, et de 26 % en cas de bouquet de travaux) ;
- d'une prime éco-énergie dans le cadre d'un certificat d'économies d'énergie[9].